# Spin-off (Unternehmensfinanzierung)
Ein Spin-off (auch spin-out, oder deutsch Ausgründung) bezeichnet in der Betriebswirtschaftslehre eine Auslagerung einer Geschäftseinheit aus einem Unternehmen zu einer rechtlich eigenständigen Unternehmung. Spin-offs sind eine Form von Divestments.

## Spin-offs an der Börse
Eine besondere Bedeutung haben Spin-offs bei börsennotierten Unternehmen. Die Anteilseigner der bestehenden Gesellschaft erhalten dabei kostenlose Anteile des neuen Unternehmens oder Bezugsrechte auf Anteile desselben. In Deutschland erfolgt dies juristisch als Abspaltung nach dem Umwandlungsgesetz. Beispiele in Deutschland (Datum der Börsennotierung ex Spin-off):
- Takkt (Celesio) – 13. September 1999
- Celanese (Hoechst) – 25. Oktober 1999
- Aareal Bank (Depfa Bank) – 7. Juni 2002
- Hypo Real Estate (HypoVereinsbank) – 31. Dezember 2002
- Lanxess (Bayer) – 31. Mai 2005
- Osram (Siemens) – 8. Juli 2013
- Siemens Energy (Siemens) – 28. September 2020

Ein eng verwandter Begriff ist der so genannte Equity Carve-out, bei dem Anteile eines Tochterunternehmens (das ggf. für die Börseneinführung eigens vorher gegründet wurde) an der Börse platziert (d. h. verkauft) werden.

## Innovationsmanagement
Im Innovationsmanagement gelten derartige Ableger auch als gute Möglichkeit, Forschungs- und Entwicklungsergebnisse extern zu kommerzialisieren. Auch erlauben sie, Innovationen, die auf wenig Interesse bei den bestehenden Geschäftseinheiten stoßen, weiterzuentwickeln und mit ihnen Einnahmen über Beteiligung oder Lizenzeinnahmen zu erzielen. Ableger gelten auch als Instrument im Rahmen des Open-Innovation-Paradigmas, in dem Unternehmen ihr Innovationssystem öffnen und sich systematisch mit anderen Akteuren und ihrer Umwelt vernetzen. Man unterscheidet akademische Ausgründungen (academic spin-offs) auf der universitären und unternehmerische Ausgründungen (corporate spin-offs) auf der privatwirtschaftlichen Seite.